# Mastigoniscus stenocephalus
Mastigoniscus stenocephalus is een pissebed uit de familie Haploniscidae. De wetenschappelijke naam van de soort is voor het eerst geldig gepubliceerd in 2000 door Park.